# Абд аль-Малик аль-Музаффар
Абд аль-Малик, первоначально названный Сайф аль-Даула, позднее Аль-Музаффар (ок. 975 — умер 20 октября 1008) — хаджиб (первый министр) и фактический правитель Кордовского халифата (Аль-Андалус) из династии Амиридов (8 августа 1002 — 20 октября 1009). Предпринял восемь больших военных походов против христианских государств на Пиренейском полуострове.

## Биография

### Молодые годы
Родился около 975 года в Кордове, столице Кордовского халифата. Второй сын выдающегося мусульманского полководца и государственного деятеля аль-Мансура (939—1002), хаджиба Кордовского халифата (978—1002). С молодости он получил военный опыт во время кампаний своего отца. В 990 году после подавления восстания и казни своего старшего брата Абдаллы, Абд аль-Малик стал весомой фигурой при дворе аль-Мансура.
В 991 году Абд аль-Малик стал фактическим соправителем своего отца, который стал готовить его как своего наследника во власти. В 996 году во время болезни отца аль-Малик сумел сохранить власть за своим родом, несмотря на противодействие Субх, матери халифа. В то же время установил полный контроль над халифской казной в Мадине аз-захре.
В 997 году Абд аль-Малик проявил себя во время противостояния аль-Мансура и Субх. В том же году он отличился во время похода против Сантьяго-де-Компостелы, которое было взято и разграблено. В 998 году Абд аль-Малик возглавил войска Кордовского халифата в противостояние с династией Зиридов в Марокко. Аль-Малик высадился в Сеуте и в июле того же года нанес решительное поражение Зири ибн Атийи, после этого захватил Фес. В результате под контролем оказался весь Марокко. Но в 999 году отец отозвал аль-Малика из Марокко в Кордову. В награду за успехи аль-Мансур предоставил сыну почетное звание Сайф аль-Даула («Меч династии»).
В 1000 году Абд аль-Малик вместе с отцом возглавил войска против королевств Леон и Наварра. Вскоре в битве при Сервере он отличился против христиан, а войска халифата одержали значительную победу. В 1001 году принимал участие в походе против Барселонского графства. В 1002 году вместе с аль-Мансуром двинулся на королевство Леон, но мусульмане потерпели поражение в битве при Калатаньясоре. На обратном пути его отец аль-Мансур скончался в Мединасели.

## Хаджиб
Еще до смерти аль-Мансура, он быстро прибыл в Кордову, где обеспечил сохранение власти за своим родом. В июле 1002 году Абд аль-Малик был объявлен хаджибом, унаследовав полный контроль над Кордовским халифатом. Всех, кто намеревался противодействовать аль-Малику, он отправил в ссылку в Марокко.
Абд аль-Малик продолжил политику своего отца по сохранению превосходства над христианскими государствами Пиренейского полуострова. Весной 1003 года выступил в поход против королевства Леон. Одна часть войска столкнулась с отрядами королевства Леон, другая возле Коимбры — с Менендо II Гонсалесом, графом Португалии. В этим условиях состоялись переговоры, за которым Королевство Леон сохранило вассальную зависимость от Кордовского халифата. В том же году он двинулся против Барселонского графства, которое пыталась обрести независимость. По требованию аль-Малика в походе к мусульманской армии присоединились отряды графства Кастилия. аль-Малик захватил замки Агер, Рода, Мормагастра, Мейяна и Кастельоли, опустошив большую часть Каталонии. В результате граф Барселоны Рамон Боррель вынужден снова подчиниться халифату.
В 1004 году Абд аль-Малик вмешался в борьбу за регентство при малолетнем короле Леона Альфонсо V между Санчо, графом Кастилии, и Менендо II, графом Португалии, поддержав последнего. Попытка графа Санчо Кастильского выступить против решения аль-Малика привело к вторжению мусульманской армии в Кастилии. В 1005 году Абд аль-Малик отправился на север, захватив и ограбив город Самора.
В то же время аль-Малик столкнулся с внутренними интригами, вызванных действиями хаджиба с отстранения арабов от управления государством и армией. В 1004 году был раскрыт заговор во главе с арабской знатью, которые намеревались свергнуть власть аль-Малика, заменив его сыном Мухаммедом (от имени которого планировали властвовать). В декабре 1006 года визирь Иса бен Саид аль-Яхсуби при поддержке знати и Хишама ибн Абд аль-Яббара, представителя династии Омейядов, пытался отстранить аль-Малика от власти. Но последний подавил заговор, казнив его зачинщиков. После этого он пытался держать баланс между берберами и воинами-сакалиба.
Пытаясь расширить торговые возможности Кордовского халифата и обрести союзников в борьбе с государствами Южной Европы, Абд аль-Малик заключил союз с императором Византийской империи Василием II.
В 1006 году аль-Малик двинулся из Сарагосы на графства Арагон, Рибагорсу и Собрарбе, разграбив эти территории. Впрочем того же года потерпел неудачи в войне с графом Барселоны. В 1007 году в битве при Клюнии нанес сокрушительное поражение коалиции королевств Леона и Наварры и графства Кастилии. После этого принял титул аль-Музаффар («Триумфатор»). В 1008 году Абд аль-Малик выступил против Кастилии, впрочем на пути к Сарагосы тяжело заболел, поэтому решил вернуться в Кордову. Через некоторое время состояние здоровья улучшилось, поэтому решил возобновить поход, но 20 октября вдруг почувствовал недомогание и умер возле монастыря Армила (близ Кордовы). Власть унаследовал его сводный брат Абд ар-Рахман Санчуэло.